# HK MG36

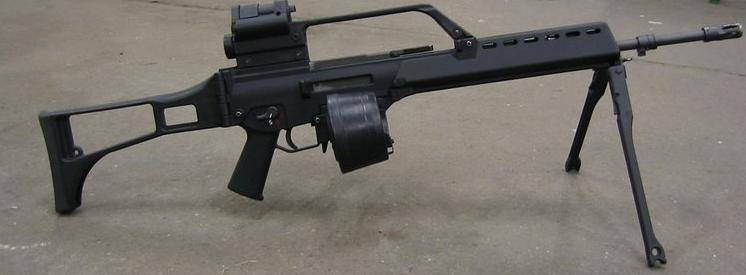
MG36

La Heckler&Koch MG (Maschinengewehr) 36 est la version fusil mitrailleur du HK G36. Elle se différencie essentiellement du fusil d'assaut réglementaire de la Bundeswehr par la présence d'un bipied et la possibilité d'être alimentée par un chargeur à double tambour (100 cartouches).

## Fiche technique HK MG36
- Munition : 5,56 mm OTAN TYPE SS109
- Canon : 48 cm
- Longueur : 99,8 cm
- Masse (avec bipied et sans chargeur : 3,57 kg)
- capacité du chargeur : 30 cartouches (celui du HK G36) /100 cartouches (Chargeur Beta C-Mag)
- cadence de tir : 896 CPM

## Sources
Cette notice est issue de la lecture des revues spécialisées de langue française suivantes :
- Cibles (Fr)
- Gazette des armes (Fr)
- Action Guns (Fr)
- Raids(Fr)
- Assaut (Fr)